# Codi de conducta d'empresa
Un Codi de conducta d'empresa és un document redactat voluntàriament per una empresa en el qual s'exposen una sèrie de principis que es compromet unilateralment a seguir. En algunes oportunitats els codis de conducta arriben a les empreses proveïdores, subcontractistes i tercers.
Els codis de conducta de les empreses van aparèixer en els anys 1970 però és en el curs del procés de globalització dels anys 1990, que les Empreses Multinacionals (EMN) comencen generalitzadament a crear i difondre davant l'opinió pública nombrosos codis de conducta als quals es comprometen a ajustar les seues activitats.
Es tracta d'un fenomen nou pel que fa a les EMN i les seues relacions amb els treballadors, la societat i el medi ambient. Els mateixos han generat amplis debats sobre les condicions de la seua validesa i contravalor, el que al seu torn ha donat lloc a la creació d'"observatoris d'empreses multinacionals".
Els codis de conducta de les empreses estan relacionats amb els Acords Marc Internacionals (als quals de vegades també es denomina codis de conducta bilaterals) que diverses EMN han signat amb sindicats mundials, així com amb els codis de conducta multilaterals que han signat les empreses, amb sindicats, ONGs, organitzacions ambientals, de consumidors, etc.

## Continguts
El contingut dels codis de conducta de les empreses és summament variat i depèn en gran manera de la cultura de l'empresa i del país al qual pertany. En línies generals pot dir-se que els codis de conducta estan referits a qüestions anti-corrupció, laborals, ambientals i legals bàsiques, com el rebuig de l'esclavitud, el treball infantil, el compliment de les normes ambientals de cada país, i en general el respecte a les lleis nacionals.
En general els codis de conducta existents només tenen aplicació en la casa matriu, i de vegades, amb restriccions, en les filials. Solament excepcionalment, els codis de conducta s'apliquen als proveïdors i altres subcontractistes.

## Casos

### Nike
El cas del Codi de Conducta de l'empresa multinacional Nike és un dels més coneguts. Al començament de la dècada de 1990 Nike va ser denunciada en la premsa dels Estats Units per utilitzar contractistes en el sud-est asiàtic que recorrien a mà d'obra esclava i el treball infantil. La denúncia va danyar seriosament la imatge de Nike que es va reflectir en una important caiguda en les vendes.
Com a part d'una estratègia de fons per a recuperar la seua imatge Nike va donar a conèixer en 1992 un Codi de Conducta redactat per l'empresa, en el qual declarava el seu compromís a ajustar les accions de l'empresa en tot el món a les seues regles, com així també la decisió que tots els subcontractistes feren el mateix. En tot el món Nike empra directament 22.000 empleats, i indirectament a 450.000 treballadors mitjançant subcontractistes. Poc després, arran d'una sèrie de crítiques rebudes per part dels sindicats sobre el contingut del seu codi de conducta, Nike va redactar un nou text, que és el qual es presenta actualment.

## La qüestió del Monitoreig
Una de les primeres qüestions que van suscitar els codis de conducta de les empreses va ser el monitoreig del seu compliment. S'ha considerat que no resulta seriós que el monitoreig siga realitzat per la mateixa empresa. Algunes empreses han recorregut a empreses externes per a realitzar el monitoreig, però s'ha criticat que en moltes oportunitats són façanes jurídiques de la mateixa empresa monitoreitzada. En altres casos les empreses han acceptat que certes ONGs procediren a realitzar el monitoreig, però els sindicats s'han queixat que en reiterades oportunitats aqueixa activitat de les ONGs ha estat utilitzada com a alternativa a l'acció sindical i substituir para a el sindicat davant els treballadors.

## Qüestions que ha suscitat
Els codis de conducta estan temàticament relacionats amb la responsabilitat social de les empreses. Diverses investigacions han puntualitzat que els codis de conducta comporten el risc de desplaçar la importància de les normes obligatòries nacionals i internacionals.
L'Institut d'Investigació de les Nacions Unides per al Desenvolupament Social (UNRISD) ha estimat en uns centenars els codis de conducta d'empresa existents. Es tracta d'una quantitat molt menuda per a arribar a les empreses multinacionals que actuen globalment, estimades per la UNCTAD en 65.000 cases matrius, que posseeixen unes 850.000 filials estrangeres en tots els països del món, i empren a la major part dels treballadors mitjançant subcontractistes i terceristes.
Els sindicats i algunes ONG han criticat el caràcter unilateral dels codis de conducta i han destacat que moltes vegades solament tenen com fi produir una millora de la imatge pública de les empreses.
La mancada inclusió dels proveïdors, subcontractistes i empreses de tercers, en els codis de conducta també ha estat assenyalat per sindicats i ONG com un seriós inconvenient d'aquests, ja que és precisament allí on treballen la majoria dels treballadors i on es produeixen la major quantitat de violacions.
També es discuteix la validesa legal dels mateixos i les maneres d'exigir el seu compliment.